# Спойлерон
У авіації спойлерони (від англ. spoileron = spoiler + aileron, спойлер+елерон) —  керуючі поверхні на крилі літака, спеціальні спойлери. Вони можуть використовуватись для керування креном в ситуаціях, коли дія елеронів може призвести до надмірного закручування крила дуже гнучких консолях або якщо великі закрилки зменшують адекватну керованість по крену елеронами.

## Застосування
Спойлерони дозволяють літаку виконати крен за допомогою зменшенням підйомної сили одного крила, що є протилежним до елеронів, які збільшують підйомну силу одного з крил. Як побічний ефект, піднятий спойлерон також породжує більший опір на одному крилі, що призводить до зміни курсу літака, який можна компенсувати стерном напрямку. Спойлерони можна використовувати як допомогу елеронам, або для повної їх заміни.